# Carlos Peña (hiszpański piłkarz)
Carlos González Peña (ur. 28 lipca 1983 w Salamance) – hiszpański piłkarz, występujący na pozycji lewego obrońcy lub lewego pomocnika.

## Życiorys
Klubem w którym uczył się piłkarskiego rzemiosła od dziecka był CF Damn. We wszystkich drużynach juniorskich tego klubu spędził łącznie 10 lat. Od sezonu 2000/2001 dołączył do FC Barcelony, w której zaczął występować w drużynie rezerw C. Do drużyny rezerw B dołączył w 2002. Sezon 2005/2006 rozpoczął w szerokiej kadrze pierwszego zespołu. Latem 2006 został na rok wypożyczony do zespołu Albacete Balompie. W 2010 roku przeszedł do Realu Valladolid.
Ma młodszego brata Carlos Pena Jr.
Peña był reprezentantem Hiszpanii w kategoriach wiekowych do lat 19, 20 i 21.

## Osiągnięcia

### Reprezentacja Hiszpanii
- 2003 Mistrzostwo Świata U-20